# Albert Ebossé Bodjongo
Albert Ebossé Bodjongo, est un footballeur camerounais, né le 6 octobre 1989 à Douala et mort le 23 août 2014 à Tizi Ouzou. Il évolue au poste d'attaquant de la fin des années 2000 au milieu des années 2010.
Après des débuts au Coton Sport, il joue au Unisport Bafang puis au Douala AC avant de rejoindre le club malaisien de Perak FA. Son dernier club est la JS Kabylie, où il est meilleur buteur du championnat d'Algérie de football 2013-2014. Il meurt au début de la saison suivante, dans des circonstances faisant toujours l'objet de controverses.

## Biographie
Albert Ebossé joue avec son club de ville natale Douala Athletic Club, un club de MTN Elite Two, deuxième division nationale du Cameroun. Il évolue ensuite au Coton Sport FC et à Unisport Bafang, deux clubs de l'élite.
Il s'engage avec le club malaisien du Perak FA, le 15 avril 2012, en remplacement de l'attaquant sortant Lazar Popović,. Il fait ses débuts en championnat, le 17 avril 2012, dans un match face au Sabah FA, se concluant sur match nul deux buts partout. Il inscrit son premier but pour le club, le 4 mai 2012, face au Terengganu FA qui se termine également sur un match nul deux buts partout.
En juillet 2013, Albert Ebossé signe pour la JS Kabylie. Peu après son arrivée, il déclare que son « rêve, c'est de jouer dans un très bon championnat, en France, en Europe ». Il termine meilleur buteur du championnat d'Algérie en 2014 avec 17 buts inscrits.
Ebossé compte six sélections avec l'équipe nationale du Cameroun (principalement avec l'équipe 'B') et a également joué pour l'équipe des moins de 20 ans en 2009.

## Mort et hommage
Le 23 août 2014, à l'occasion de la deuxième journée du championnat, la JS Kabylie s'incline 2-1 face à l'USM Alger malgré un but d'Albert Ebossé sur penalty à la 27e minute. À l'issue du match, alors qu'il s'apprête à regagner les vestiaires, Albert Ebossé est blessé puis meurt à l'hôpital des suites d'un traumatisme crânien.
Par conséquent, la Ligue de football professionnel ordonne la fermeture du stade du 1er-Novembre jusqu'à nouvel ordre. Le lendemain, la Fédération reporte les matchs prévus les 29 et 30 août 2014 pour rendre « hommage au joueur Albert Ebossé tragiquement décédé » et protester contre les « agissements irresponsables de certains énergumènes et hooligans qui entretiennent la violence dans les stades et qui a atteint des proportions inacceptables ».
Par ailleurs, le club s'engage à verser une indemnité de 100 000 dollars et le salaire du joueur à la famille Ebossé,.

### Controverse sur les causes de la mort
Le jour même du décès, le ministre de l'Intérieur algérien Tayeb Belaiz demande l'ouverture d'une enquête.
Les premiers témoins citent une hémorragie soit carotidienne, soit cérébrale, ayant entraîné un choc hémorragique fatal. Le médecin légiste ayant réalisé l'autopsie relève un traumatisme crânien et une plaie (hémorragique) au crâne. Ces éléments laissent conclure que les jets de pierres sont la cause directe du décès. Or personne ne conteste que des projectiles aient été jetés à partir des tribunes, ce qui aggrave la responsabilité du club, dans tous les cas responsable de l'ensemble de la sécurité du stade et des abords. Certains éléments laissent penser à beaucoup qu’il y a eu une volonté de faire porter le chapeau aux supporters. La tribune d'où provenaient les projectiles, habituellement fermée, avait été étonnamment ouverte ce jour-là. De même que le tunnel rétractable jusqu'au milieu du terrain pour protéger les joueurs n’avait pas été déplié.
Le 25 août 2014, le président de la JSK, Mohand Chérif Hannachi déclare que selon les médecins du club, Albert Ebossé serait mort d'une crise cardiaque causée par un malaise et non pas d'un traumatisme crânien, notamment en raison des efforts consentis pendant le match de haut niveau. Ceci laisse entendre que la mort serait fortuite et sans lien avec les incidents et la responsabilité du club.
Finalement, un jour après sa mort, le parquet de Tizi Ouzou déclare que l'autopsie a prouvé que le joueur a été tué par le projectile en question.
Le 7 septembre 2014, le ministère algérien des Sports déclare que l'objet qui a provoqué la mort du joueur est un « morceau tranchant d'ardoise ».
Mais le 13 décembre 2014, le site Afrik.com révèle qu'une contre-autopsie menée par les docteurs André Mouné et Fabien Fouda à la mi-septembre au Cameroun remet en cause la thèse officielle. Selon cette autopsie, Ebossé serait décédé « des suites d’une agression brutale avec polytraumatisme crânien ». Le médecin de la famille camerounaise estime qu'il y a eu « volonté de dissimulation » dans les autopsies précédemment réalisées. Interrogé par l'AFP, le docteur Mouné estime qu'Ebossé a été tué lors d'une rixe dans les vestiaires. La luxation de l'épaule gauche révélerait une lutte au cours de laquelle Ebossé « aurait été immobilisé, on lui a pris le bras gauche vers l’arrière et, en se débattant, son épaule s’est déboitée. » Le joueur camerounais aurait ensuite reçu un coup de « matraque à la tête », car son crâne serait terriblement endommagé, ainsi que ses vertèbres cervicales. Des photos de la dépouille sont données à la presse kabyle, qui conclut qu'Albert Ebossé aurait été victime d'une bavure policière. Selon le site "l'agence d'information kabyle", l'existence d'un projectile lancé depuis les tribunes serait tout bonnement remise en cause. Néanmoins, médicalement les conclusions de l'autopsie camerounaise (matraque) n'empêchent pas les conclusions de l'autopsie algérienne (plusieurs projectiles dont un lourd et un tranchant),,,,.
Le 19 décembre 2014, une enquête est ouverte par la Justice algérienne.
En février 2016, Hugo Broos, entraîneur de la JSK au moment de la mort d'Ebossé, déclare que le joueur aurait été assassiné par les supporters de la JSK.

### Diffusion des images de la dépouille du joueur après sa mort
Dans les heures qui ont suivi la mort d'Albert Ebossé, de nombreuses photos et vidéos montrant la dépouille du joueur ont circulé largement, que ce soit sur son lit de mort ou encore dans le cercueil, parfois avec la tête visible. Cette diffusion massive et non contrôlée a suscité une vive indignation et de nombreuses questions d’ordre éthique.
La publication de ces images a été perçue comme un profond manque de respect envers le joueur, ainsi qu’envers sa famille et ses proches, qui ont dû subir une double peine, entre la douleur de la perte et l’humiliation causée par l’exposition publique de leur défunt.
D’un point de vue éthique, la diffusion d’images d’un défunt, notamment quand celles-ci montrent des blessures graves ou des déformations dues à un traumatisme ou à une autopsie, est largement condamnée. Cacher le corps, en particulier la tête lorsque celle-ci est affectée, est un geste élémentaire de respect et de protection de la dignité humaine. Or, dans le cas d’Albert Ebossé, cette précaution fondamentale n’a pas été respectée.
Cette situation a également mis en lumière plusieurs dysfonctionnements et manquements :
- Un manque de régulation et de contrôle dans la gestion des images par les médias et les réseaux sociaux, permettant la diffusion rapide et incontrôlée de contenus choquants.
- Une culture médiatique parfois sensationnaliste qui privilégie la viralité et le scoop au détriment de la dignité humaine.
- Une absence de sensibilisation suffisante à l’éthique dans la couverture d’événements comme celui là, ainsi qu’un déficit de sanctions face à ces pratiques irrespectueuses.

Par ailleurs, une image particulièrement choquante de la tête du joueur, issue de la contre-autopsie réalisée au Cameroun, a été diffusée, ce qui a traumatisé de nombreuses personnes. Ce type de diffusion va à l’encontre de toute notion de respect du défunt, et accentue la douleur des proches.
Cette affaire soulève ainsi une réflexion importante sur la nécessité de renforcer la responsabilité des médias, des plateformes en ligne et des internautes, afin d’éviter la reproduction de telles indélicatesses. Elle rappelle également l’importance d’adopter une éthique rigoureuse dans la gestion des images liées aux victimes, particulièrement dans le sport, où le respect des joueurs dépasse le simple cadre de la compétition.

### Polémique lors de la CAN 2021
Le 20 janvier 2022, après l'élimination prématurée de l'Algérie (championne d'Afrique en titre) en phase de poules de la CAN 2021 qui se déroule au Cameroun, le journaliste camerounais Jacques Marcel Itiga Itiga interpelle le sélectionneur algérien Djamel Belmadi : « Vous parlez d’irrationnel, cela me fait dire que vous peinez pour trouver des explications à cette élimination. Alors, nous, on va aller tout droit : Est-ce que ce n’est pas l’esprit d’Albert Ebossé qui a hanté les Fennecs pendant toute cette CAN ? ». La question est immédiatement jugée déplacée par l'interrogé ainsi que par un représentant de la CAF qui assiste à la conférence de presse. Dans son édition du lendemain, le quotidien camerounais Le Messager titre « La malédiction Ebossé ! » et attribue les échecs successifs de l'Algérie à cette dernière.

## Palmarès
- Champion du Cameroun en 2010 avec le Coton Sport Garoua
- Finaliste de la Coupe du Cameroun en 2011 avec l'Unisport Bafang
- Vice-champion du Championnat d'Algérie en 2014 avec la JS Kabylie
- Finaliste de la Coupe d'Algérie en 2014 avec la JS Kabylie
- Meilleur buteur du championnat d'Algérie en 2014 (17 buts)